# 1978 în științifico-fantastic
- 1977 în științifico-fantastic — 1978 în științifico-fantastic — 1979 în științifico-fantastic

1978 în științifico-fantastic a implicat o serie de evenimente:

## Nașteri și decese

### Nașteri
- Veronika Bicker
- Lucy Guth (Pseudonimul lui Tanja Bruske)
- Anja Kümmel
- Hannu Rajaniemi
- Daniel H. Wilson

### Decese
- Leigh Douglass Brackett (n. 1915)
- Walter R. Fuchs (n. 1937)
- Marco Janus (Pseudonimul lui Horst Zahlten; n. 1922)
- Harry Martinson (n. 1904)
- Ward Moore (n. 1903)
- Eric Frank Russell (n. 1905)
- Jay Williams (n. 1914)
- Victor E. Wyndheim (Pseudonimul lui Victor Klages; n. 1889)
- Horst Zahlten (n. 1922)

## Cărți
- Paradoxala întoarcere de Constantin Cubleșan

## Filme
| Titlu                               | Regizor                  | Distribuție                                                                              | Țara                                                                               | Sub-Gen /Note |
| ----------------------------------- | ------------------------ | ---------------------------------------------------------------------------------------- | ---------------------------------------------------------------------------------- | ------------- |
| The Alien Factor                    | Donald M. Dohler         | Don Leifert, Tom Griffith, Richard Dyszel                                                | Statele Unite ale Americii                                                         |               |
| The Boys from Brazil                | Franklin J. Schaffner    | Gregory Peck, Laurence Olivier, James Mason                                              | Statele Unite ale Americii                                                         |               |
| Capricorn One                       | Peter Hyams              | Elliott Gould, James Brolin, Brenda Vaccaro                                              | Statele Unite ale Americii                                                         |               |
| The Cat from Outer Space            | Norman Tokar             | Ken Berry, Sandy Duncan, Harry Morgan                                                    | Statele Unite ale Americii                                                         |               |
| Deathsport                          | Allan Arkush, Henry Suso | David Carradine, Claudia Jennings, Richard Lynch                                         | Statele Unite ale Americii                                                         |               |
| Le gendarme et les extra-terrestres | Jean Girault             | Louis de Funès, Michel Galabru, Jean-Pierre Rambal                                       | Franța                                                                             |               |
| Invasion of the Body Snatchers      | Philip Kaufman           | Donald Sutherland, Brooke Adams, Leonard Nimoy, Jeff Goldblum, Veronica Cartwright       | Statele Unite ale Americii                                                         | [ 2 ]         |
| The Kirlian Witness                 | Jonathan Sarno           | Nancy Snyder, Joel Colodner, Nancy Boykin, Ted Leplat                                    | Statele Unite ale Americii                                                         | [ 3 ]         |
| Laserblast                          | Michael Rae              | Kim Milford, Gianni Russo, Ron Masak                                                     | Statele Unite ale Americii                                                         |               |
| Message from Space                  | Kinji Fukasaku           | Vic Morrow, Sonny Chiba, Philip Casnoff                                                  | Japonia                                                                            |               |
| Plague                              | Edward Hunt              |                                                                                          | Canada                                                                             |               |
| Planet of Dinosaurs                 | James K. Shea            | Max Thayer, James Whitworth                                                              | Statele Unite ale Americii                                                         |               |
| Return from Witch Mountain          | John Hough               | Kim Richards, Ike Eisenmann, Bette Davis, Christopher Lee                                | Statele Unite ale Americii                                                         |               |
| Superman                            | Richard Donner           | Marlon Brando, Gene Hackman, Christopher Reeve, Jackie Cooper, Margot Kidder, Ned Beatty | Regatul Unit al Marii Britanii și al Irlandei de Nord · Statele Unite ale Americii | [ 4 ]         |
| Test pilota Pirxa                   | Marek Piestrak           | Sergei Desnitsky, Alexander Kaidanovsky, Vladimir Ivashov                                | Uniunea Republicilor Sovietice Socialiste · Polonia                                | [ 5 ]         |
| Warlords of Atlantis                | Kevin Connor             | Doug McClure, Peter Gilmore, Shane Rimmer                                                | Regatul Unit al Marii Britanii și al Irlandei de Nord                              |               |
|                                     |                          |                                                                                          |                                                                                    |               |

## Premii

### Premiul Hugo
Premiile Hugo decernate la Worldcon pentru cele mai bune lucrări apărute în anul precedent:
- Premiul Hugo pentru cel mai bun roman:[6] Poarta de Frederik Pohl
- Premiul Hugo pentru cea mai bună povestire:
- Premiul Hugo pentru cea mai bună prezentare dramatică:
- Premiul Hugo pentru cea mai bună revistă profesionistă:
- Premiul Hugo pentru cel mai bun fanzin:

### Premiul Nebula
Premiile Nebula acordate de Science Fiction and Fantasy Writers of America pentru cele mai bune lucrări apărute în anul precedent:
- Premiul Nebula pentru cel mai bun roman:[7]
- Premiul Nebula pentru cea mai bună nuvelă:
- Premiul Nebula pentru cea mai bună povestire:

### Premiul Saturn
Premiile Saturn sunt acordate de Academy of Science Fiction, Fantasy and Horror Films:
- Premiul Saturn pentru cel mai bun film științifico-fantastic: Superman I, regizat de Richard Donner